# Voaga
Voaga est une localité située dans le département de Dapélogo de la province de l'Oubritenga dans la région Plateau-Central au Burkina Faso.

## Géographie
Voaga est situé à 10 km à l'est de Dapélogo ainsi qu'à 10 km au nord-ouest de Ziniaré et de la route nationale 3.

## Économie
L'économie de la ville est principalement axée sur l'agriculture permise notamment par le barrage en remblai à l'est de Voaga.

## Santé et éducation
Voaga accueille un centre de santé et de promotion sociale (CSPS) tandis que le centre médical avec antenne chirurgicale (CMA) de la province se trouve à Ziniaré. En 2017, une borne-fontaine d'adduction d'eau potable simplifiée (AEPS) est installée par la Croix-Rouge burkinabè (en) dans le village.
Le village possède deux écoles primaires publiques (au bourg et à Gounghin).